# Borowoje (Kaliningrad)
Borowoje (russisch Боровое, deutsch Bekarten, Melonkeim und Rohrmühle) ist der gemeinsame Name ehemals selbständiger Orte in der russischen Oblast Kaliningrad (Gebiet Königsberg (Preußen)). Sie liegen im Rajon Bagrationowsk (Kreis Preußisch Eylau) und gehören als gemeinsame Ortschaft zur Gwardeiskoje selskoje posselenije (Landgemeinde Gwardeiskoje (Mühlhausen)).

## Geographische Lage
Das heutige Borowoje an dem Flüsschen Beisleide (russisch: Reswaja) liegt im äußersten Südosten des Rajon Bagrationowsk und grenzt im Osten an die Grenze zum Rajon Prawdinsk (Kreis Friedland (Ostpr.)). Im Süden verläuft die russisch-polnische Staatsgrenze zwischen der Oblast Kaliningrad und der Woiwodschaft Ermland-Masuren. Die Rajonshauptstadt Bagrationowsk (Preußisch Eylau) liegt im Westen und ist auf einer Nebenstraße über Bolschoje Osjornoje (Klein Sausgarten) zu erreichen. Ein Bahnanschluss besteht über Bagrationowsk, dem Endpunkt der Bahnstrecke von Kaliningrad (Königsberg), einem Teilstück der ehemaligen Ostpreußischen Südbahn.

## Geschichte

### Borowoje/Bekarten (bis 1945)
Der einst Bekarten genannte Ortsteil liegt 5,5 Kilometer östlich von Bagrationowsk unmittelbar an der Straße 27A-017, die die Rajonshauptstadt mit Jagodnoje (Kapsitten) und Domnowo (Domtau) verbindet. Zwischen 1874 und 1945 war die Landgemeinde in den Amtsbezirk Loschen (russisch: Lawrowo, nicht mehr existent) eingegliedert und gehörte zum Landkreis Preußisch Eylau im Regierungsbezirk Königsberg der preußischen Provinz Ostpreußen. 
Im Jahre 1910 lebten in Bekarten 82 Einwohner, deren Zahl durch die Eingemeindung von Rohrmühle (heute russisch ebenfalls: Borowoje) bis 1933 auf 133 stieg und 1939 noch 129 betrug.
Infolge des Zweiten Weltkrieges kam Bekarten mit dem nördlichen Ostpreußen zur Sowjetunion und erhielt 1946 die russische Bezeichnung „Borowoje“.

### Borowoje/Melonkeim (bis 1945)
Der ehemals Melonkeim genannte Ort liegt 4,5 Kilometer östlich von Bagrationowsk (Preußisch Eylau) und war bis 1945 ein Gutsdorf. Es gehörte wie Bekarten von 1874 bis 1945 zum Amtsbezirk Loschen im Landkreis Preußisch Eylau im Regierungsbezirk Königsberg der Provinz Ostpreußen. Hier waren im Jahre 1910 39 Einwohner registriert.
Am 30. September 1928 gab Melonkeim seine Selbständigkeit auf und wurde mit dem Nachbarort Auklappen (heute russisch: Maloje Osjornoje) in die Gemeinde Klein Sausgarten (Bolschoje Osjornoje) eingegliedert. 1945 kam der Ort zur Sowjetunion und heißt seit dem Jahre 1946 „Borowoje“.

### Borowoje/Rohrmühle (bis 1945)
Die früher Rohrmühle genannte Ortschaft liegt 4,5 Kilometer von Bagrationowsk (Preußisch Eylau) entfernt und besaß ein Gut und eine Wassermühle. Auch Rohrmühle war in den Amtsbezirk Loschen eingegliedert und gehörte so zum Landkreis Preußisch Eylau im Regierungsbezirk Königsberg in der Provinz Ostpreußen. Hier lebten im Jahre 1910 42 Menschen. Am 30. September 1928 wurde Rohrmühle nach Bekarten (heute russisch: Borowoje) eingemeindet und erlebte 1945 wie alle Orte des nördlichen Ostpreußens die Eingliederung in die Sowjetunion. Seit 1946 heißt der Ort „Borowoje“.

### Borowoje (ab 1946)
Im Jahre 1946 wurden die Dörfer Bekarten, Melonkeim und Rohrmühle unter dem russischen Namen „Borowoje“ in der Sowjetunion vereint. Die so bezeichnete Ortschaft war bis zum Jahre 2009 in den Nadeschdinski sowjet (Dorfsowjet Nadeschdino (Lampasch)) eingegliedert. Seither ist sie – aufgrund einer Struktur- und Verwaltungsreform eine als Siedlung (russisch: possjolok) qualifizierte Ortschaft innerhalb der Gwardeiskoje selskoje posselenije (Landgemeinde Gwardeiskoje (Mühlhausen)) im Rajon Bagrationowsk.

## Kirche

### Bis 1945
Die Bevölkerung von Bekarten, Melonkeim und Rohrmühle war vor 1945 fast ausnahmslos evangelischer Konfession. Die Dörfer waren in das Kirchspiel Schmoditten (heute russisch: Rjabinowka) eingepfarrt und gehörten zum Kirchenkreis Preußisch Eylau (Bagrationowsk) in der Kirchenprovinz Ostpreußen der Kirche der Altpreußischen Union. Der letzte deutsche Geistliche war Pfarrer Max Kuehnert.

### Seit 1946
Das heutige Borowoje liegt im Einzugsbereich der neun Kilometer nordöstlich gelegenen und in den 1990er Jahren neu entstandenen evangelisch-lutherischen Kirchengemeinde in Domnowo (Domtau). Diese ist Filialgemeinde der Auferstehungskirche in Kaliningrad (Königsberg) und ist Teil der Propstei Kaliningrad in der Evangelisch-lutherischen Kirche Europäisches Russland (ELKER).